# Candona patzcuaro
Candona patzcuaro is een mosselkreeftjessoort uit de familie van de Candonidae. De wetenschappelijke naam van de soort is voor het eerst geldig gepubliceerd in 1954 door Tressler.